# Campionatul European de Fotbal Sub-17
Campionatul European de Fotbal Sub-17 este o competiție anuală de fotbal pentru echipele naționale sub 17 ani.Este organizat de UEFA.